# 朝鲁吐镇
朝鲁吐镇，是中华人民共和国内蒙古自治区通辽市科尔沁左翼后旗下辖的一个乡镇级行政单位。

## 行政区划
朝鲁吐镇下辖以下地区：
胡四台嘎查、朝鲁吐嘎查、那林塔拉嘎查、更给嘎查、恰克吐嘎查、阿木塔嘎嘎查、浩雅日格日嘎查、翁古其嘎查、沙日塔拉嘎查、新艾里嘎查、嘎拉达尺嘎查和昂海嘎查。